# Bundestagswahl 1998
- PDS: 36
- SPD: 298
- Grüne: 47
- Union: 245
- FDP: 43

- Regierung: 345
- Opposition: 324

Die Bundestagswahl 1998 fand am 27. September 1998 statt. Das Ergebnis der Wahl zum 14. Deutschen Bundestag bedeutete ein Novum in der Geschichte der Bundesrepublik: Zum ersten und bisher einzigen Mal wurde eine Bundesregierung komplett abgelöst, während sich bei allen anderen Regierungswechseln lediglich einer der vorherigen Koalitionspartner änderte. Außerdem gewann mit der SPD erstmals eine Partei mehr als 20 Millionen Stimmen und zugleich erstmals die traditionell „links der Mitte“ eingestuften Parteien mehr als 50 Prozent.
Kanzlerkandidat der CDU/CSU war zum sechsten Mal (davon fünf Mal in Folge) nach 16 Jahren im Amt des Bundeskanzlers Helmut Kohl. Für die SPD trat erstmals der damalige niedersächsische Ministerpräsident Gerhard Schröder an.
Die SPD wurde zum ersten Mal nach 1972 stärkste Bundestagsfraktion. CDU und CSU erreichten addiert ihr schlechtestes Ergebnis seit der Bundestagswahl 1949. Die FDP war nach der Wahl zum ersten Mal seit 29 Jahren nicht mehr an der Regierung beteiligt. Die PDS errang erstmals den Fraktionsstatus im Deutschen Bundestag.
Im Ergebnis der Wahl bildete sich eine rot-grüne Koalition, die erste auf Bundesebene.

## Themenfelder
Beherrschendes inhaltliches Thema des Wahlkampfs war die Wirtschaftspolitik und insbesondere die Bekämpfung der Arbeitslosigkeit. Repräsentative Umfragen der Forschungsgruppe Wahlen nach den wichtigsten Problemen in Deutschland (Mehrfachnennungen waren möglich) ergaben mit großer Mehrheit die Arbeitslosigkeit als wichtigstes Thema. Die Werte lagen das ganze Jahr über zwischen 83 und 91 % der Deutschen. Auf den nächsten Plätzen folgten mit weitem Abstand die Themen Asyl/Ausländer (8 bis 16 %, 14 % im September) und Renten/Alter (9 bis 12 %; 9 % im September).
Im Gegensatz zur Bundestagswahl 1994, als eine kurzfristige wirtschaftliche Erholung der damaligen Kohl-Regierung bei der Wiederwahl half, stiegen die Arbeitslosenzahlen in Deutschland seit 1996 stetig an. Die Regierung legte ein ökonomisches Reformpaket vor, das unter anderem Steuersenkungen und Senkungen der Lohnnebenkosten vorsah. Allerdings blockierte der SPD-dominierte Bundesrat einen Teil der Gesetze. Der Vorwurf der Bundesregierung, besonders an den damaligen SPD-Vorsitzenden Oskar Lafontaine, die SPD agiere destruktiv, fand bei den Wählern Umfragen zufolge kaum Widerhall. Das Bündnis für Arbeit, an dem unter anderem Regierung, Gewerkschaften und Arbeitgeberverbände teilnehmen sollten, scheiterte nach kurzer Zeit, ohne konkrete Erfolge vorweisen zu können.
Während die Reformversuche von den meisten Ökonomen als „halbherzig“ kritisiert wurden, wurden sie von großen Teilen der Bevölkerung abgelehnt. Insbesondere Streichungen bei der Lohnfortzahlung im Krankheitsfall führten zu umfangreichen Protesten. Der Sommer des Jahres 1998 war von großen Demonstrationen gegen die Reformversuche der Regierung gezeichnet. Die Menschen befürchteten unter anderem auch Kürzungen in der Kranken- und Rentenversicherung.

## Antretende Parteien
Berechtigte Hoffnungen, ins Parlament gewählt zu werden, konnten sich nur die Parteien machen, die schon im Bundestag vertreten waren: CDU/CSU, FDP, SPD, Bündnis 90/Die Grünen und die PDS. Dennoch gab es viele kleine Parteien, die hofften, von der staatlichen Parteienfinanzierung profitieren zu können. Sowohl zwischen Union und FDP als auch zwischen SPD und Bündnis 90/Die Grünen gab es bereits frühzeitig eine Festlegung auf eine gemeinsame Koalition nach einem eventuellen Wahlgewinn.

### Regierungsparteien

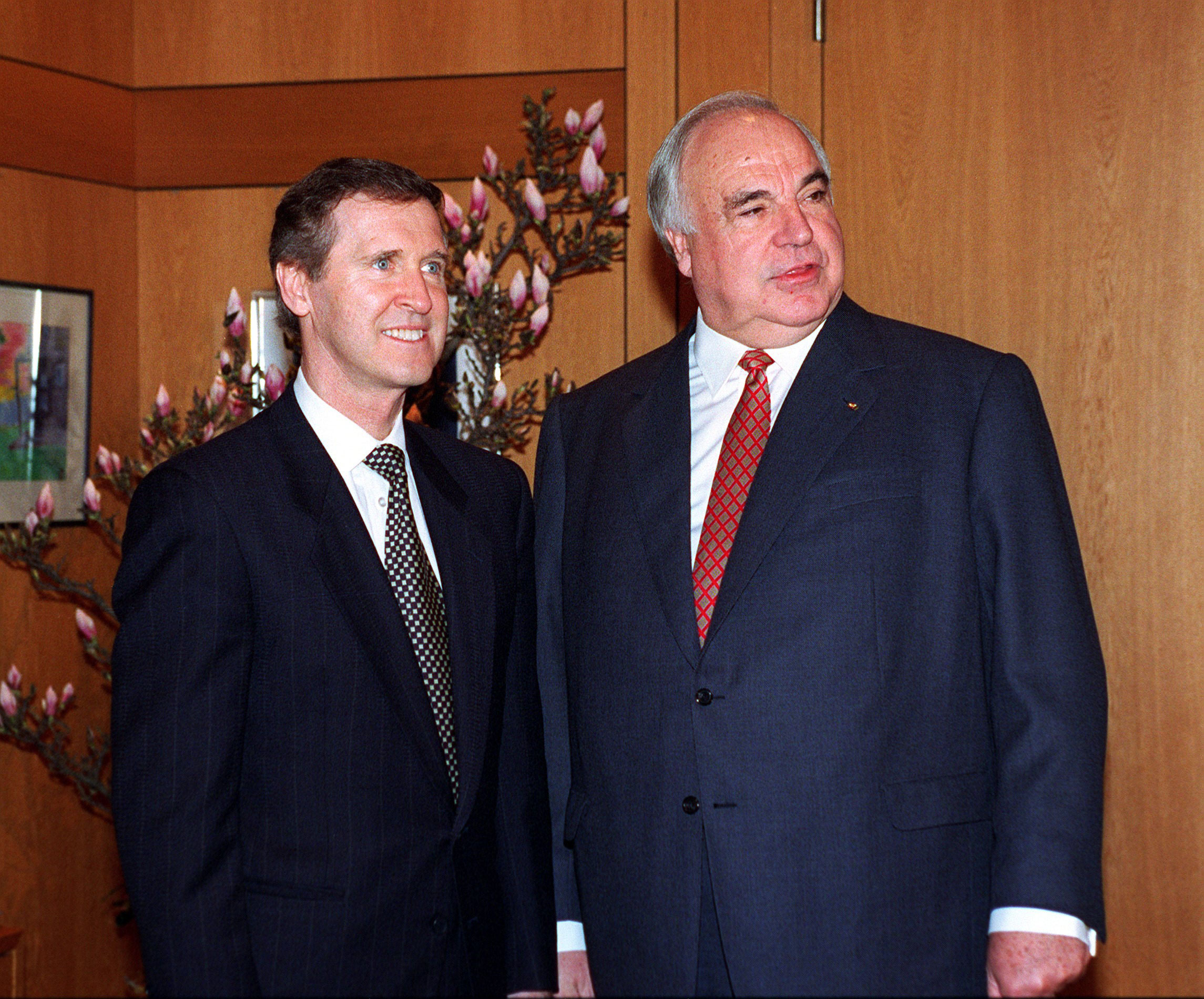
Helmut Kohl (rechts) und US-Verteidigungsminister William Cohen (1997)

Die Regierungsparteien wollten den von ihnen eingeschlagenen Kurs fortsetzen. Seit 16 Jahren an der Regierung, empfanden sie ihre Politik als erfolgreich und versprachen, diese beizubehalten. Nachdem es mit dieser Strategie gelungen war, die Bundestagswahl 1994 vor dem Hintergrund eines damaligen wirtschaftlichen Aufschwungs zu gewinnen, sollte die Arbeit der vergangenen Jahre im Wesentlichen unverändert fortgesetzt werden. Einzig die Frage, ob Helmut Kohl oder Fraktionschef Wolfgang Schäuble als Spitzenkandidat antreten sollte, sorgte für Diskussionen innerhalb der Partei.
Kohl entschied die Frage eigenmächtig, indem er am 3. April 1997, seinem 67. Geburtstag, seine Absicht erklärte, als Kanzlerkandidat anzutreten.
Direkt nach dem Leipziger Parteitag der CDU im Oktober 1997 präsentierte er Schäuble jedoch unabgesprochen als seinen späteren Nachfolger. Dieses Vorgehen sollte innerhalb der Partei klarstellen, dass nur Helmut Kohl über Person und Zeitpunkt seiner Nachfolge bestimmte. Er reduzierte damit Schäuble auf einen Kandidaten „… von Kohls Gnaden“. Zudem musste Kohl sich nun gegen den Vorwurf wehren, nurmehr ein Kanzler auf Abruf zu sein. Er wollte jedoch auf jeden Fall bis 2002 im Amt bleiben, womit er Schäuble auf eine fünfjährige Kronprinzenschaft festlegte.

### Opposition

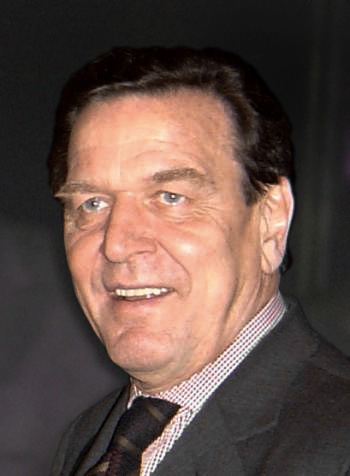
Gerhard Schröder (2003)

Während die Regierungsparteien auf der Arbeit der vorherigen Jahre aufbauen konnten, sah die Situation insbesondere bei der SPD anders aus. 1994 auch an der eigenen Zerstrittenheit und inneren Grabenkämpfen gescheitert, hatte Oskar Lafontaine 1995 in einer überraschenden Kampfabstimmung den Parteivorsitz übernommen. Es war lange unklar, ob er oder Gerhard Schröder als Kanzlerkandidat antreten würde. Beide standen für eine wirtschaftspolitisch unterschiedliche Ausrichtung: Lafontaine für einen eher nachfrageorientierten „klassisch sozialdemokratischen“ Ansatz, Schröder für eine Fortführung des schwarz-gelben Programms in moderaterer Version. Die Konstellation, in der die SPD schließlich antrat – Schröder als Kanzlerkandidat, Lafontaine als Finanzminister – versprach sowohl Traditionswähler als auch Wechselwähler aus der politischen Mitte anzusprechen. Die inhaltlichen wie auch persönlichen Konflikte dieser Konstellation traten erst nach der Regierungsbildung zutage.

### Wahlprogramme
Die öffentliche Wahrnehmung ging von einer Richtungsentscheidung zwischen zwei verschiedenen Lagern aus, die sich im Wahlkampf widerspiegelte. Auch in den beiden Wahlprogrammen wurden zwei konträre Politikansätze verfolgt. Zwar forderten beide Parteien Steuersenkungen und weitere Änderungen bei der Einkommensteuer, die CDU wollte allerdings eine wesentlich größere Nettoentlastung erreichen als die SPD, die die Tarifsenkungen größtenteils über den Abbau von Steuervergünstigungen gegenfinanzieren wollte. Beide Parteien wollten die Staatsverschuldung begrenzen, indem sie die öffentlichen Ausgaben bzw. Subventionen senken wollten. Die CDU wollte die Arbeitslosigkeit bekämpfen, indem sie „arbeitsschaffende Tarifvereinbarungen“ forderte, die SPD „Arbeit schaffen, indem sie das Wirtschaftswachstum anregte“. Beide Parteien wollten das deutsche Staatsbürgerschaftsrecht reformieren, obwohl die SPD hier mit der Forderung nach einfacherer Doppelter Staatsbürgerschaft einen Schritt weiter ging.
Die Grünen näherten sich in ihrem Programm sehr der Sozialdemokratie an. Hatte im März noch die Forderung der Magdeburger Parteikonferenz nach einer langfristigen Erhöhung der Ökosteuer bis zu einem Endpreis von 5 DM pro Liter Benzin für harsche Reaktionen gesorgt, waren im endgültigen Programmentwurf die traditionellen grünen Themen Umweltschutz und internationale Zusammenarbeit auf eine Vereinbarkeit mit dem sozialdemokratischen Programm ausgerichtet. So war im Programm der Abschnitt zur „Präventiven Polizeiarbeit“ länger als der zur partizipatorischen Demokratie.
Das Programm der PDS war ambivalent. Zum einen nahmen die spezifischen Interessen Ostdeutschlands einen erheblichen Stellenwert ein. Themen der Neuen Linken, als deren Vertreter traditionell die Grünen gesehen wurden, waren im PDS-Programm oft pointierter, aber auch häufig weniger detailliert festgelegt. Letztendlich unterschied sich das PDS-Programm deutlich von dem der anderen Parteien. Als sozialistische Partei setzte sie hier auf Ansätze der traditionellen Linken: „Eine Umverteilung von oben nach unten“, die mit einem „echten Politikwechsel“ und „keinem reinen Regierungswechsel“ einhergehen müsse.

## Wahlkampf

### Organisation innerhalb der Parteien
Die CDU gab nicht bekannt, wer zum inneren Kreis der Wahlkampforganisation gehörte. Im Frühjahr 1998 ernannte Helmut Kohl den ehemaligen Chefredakteur der Bild-Zeitung Hans-Hermann Tiedje zu seinem persönlichen Berater und besetzte die Position des Regierungssprechers mit Otto Hauser neu. In Presse und Politikwissenschaft gilt als gesichert, dass neben den beiden auch Friedrich Bohl, Anton Pfeifer, Andreas Fritzenkötter, Willi Schalk (Werbeagentur McCann Erickson), Renate Köcher (Institut für Demoskopie Allensbach) und Peter Hintze zum strategischen Zentrum des CDU-Wahlkampfes gehörten. Ob Roland Koch auch zu diesem Kreis zählte, ist bis heute nicht sicher bekannt, wurde aber von einigen Zeitungen angenommen.
Von diesen Personen hatten indessen nur Bohl und Pfeifer verlässlichen Zugang zur Person Kohl. Faktisch traf dieser fast alle wichtigen Entscheidungen allein, die Wahlkommission segnete diese meist nur nachträglich ab. Neben dem Entscheidungszentrum um Kohl gab es innerhalb der CDU zwei wichtige Gruppen, die mit Planung und Koordinierung des Wahlkampfes befasst waren: Zum einen die Geschäftsstelle der Partei unter Peter Hintze, die Vorschläge unterbreiten und Entscheidungen umsetzen sollte. Zwischen Geschäftsstelle und Strategischem Zentrum gab es jedoch zahlreiche Koordinationsschwierigkeiten, die so in der Außenwahrnehmung den Eindruck eines unprofessionellen und wenig abgestimmten Wahlkampfes entstehen ließen. Zum anderen bildete sich um den damaligen Fraktionsvorsitzenden und designierten Nachfolger Kohls Wolfgang Schäuble ein weiteres strategisches Zentrum, das jedoch in zahlreichen Punkten eine andere Linie verfolgte als Kohl und diese auch öffentlich machte. Der Unions-Wahlkampf wirkte so in sich noch unabgestimmter. Deutlich wurde dies zum Beispiel darin, dass Kohl eine mögliche Große Koalition konsequent ablehnte, während Schäuble diese öffentlich für möglich hielt.
Während der Wahlkampf der CDU um die Person Kohls kreiste, bildeten sich in der SPD drei weitgehend unabhängige Zentren, denen es aber gelang, den ganzen Wahlkampf hindurch koordiniert zusammenzuarbeiten. Sie bündelten sich um den Kanzlerkandidaten Gerhard Schröder, den Parteivorsitzenden Oskar Lafontaine und den SPD-Bundesgeschäftsführer sowie Vorsitzenden des mitgliederstärksten Landesverbandes Nordrhein-Westfalen Franz Müntefering. Alle drei verfügten über erhebliche innerparteiliche Macht, waren aber auch auf eine Zusammenarbeit angewiesen, um die Wahl gewinnen zu können. Lafontaine wusste, dass die SPD die Popularität Schröders in der politischen Mitte ebenso brauchte wie Schröder Lafontaines Machtposition innerhalb der Partei. Müntefering war mit der praktischen Durchführung des Wahlkampfes beschäftigt. Er, beziehungsweise sein Vertrauter Matthias Machnig, gründeten die Kampa '98, die erstmals in der Parteigeschichte große Teile der Wahlkampfplanung und -organisation außerhalb der eigentlichen Parteigremien konzentrierte.

### Politische Positionierung
Während sich CDU/CSU („Union“) und SPD programmatisch kaum unterschieden, stellten beide sehr verschiedene politische Themenfelder in das Zentrum ihrer politischen Positionierung im Wahlkampf. Die Union betonte den Erfolg des Bewährten. Helmut Kohl und die mit ihm Verbundenen nahmen eine wichtige Rolle in der Wahlkampfkommunikation der Partei ein. Sie verfolgte dabei zwei Grundlinien. Zum einen versuchte sie eine Polarisierung des Wahlkampfes, zum anderen stellte sie sich sowie besonders die Person Kohl als Garant für Stabilität dar. Der zentrale Wahlkampfslogan der Partei war Sicher in die Welt von morgen.
Die Union versuchte, mit Kohls Person und seinen Erfolgen wie der Deutschen Wiedervereinigung oder der Europäischen Währungsunion zu punkten. Auch wies sie auf die wirtschaftlich bereits erreichten Erfolge, die es nicht zu gefährden gelte, hin. Der auf Kohl gemünzte zentrale Slogan lautete Weltklasse für Deutschland.
Am 2. Mai 1998 beschlossen Staats- und Regierungschefs der Europäischen Gemeinschaft (darunter Kohl) in Brüssel die Einführung des Euro. In einem 2013 bekanntgewordenen Interview (vom März 2002) sagte Kohl: In einem Fall [Einführung des Euro] war ich wie ein Diktator. Ihm sei bewusst gewesen, dass er gegen den Willen einer breiten Bevölkerungsmehrheit handelte und dass ihn dies Wählerstimmen kosten würde.
Die Präsentation Kohls erschien problematisch: Gerhard Schröder führte in allen Umfragen nach dem besten Kanzler weit vor Kohl. Der Kanzler lag in Umfragen sogar hinter den Werten der Unionsparteien. Die Themenfelder deutsche Einheit und Währungsunion erreichten die Wähler kaum. Diese machten sich vielmehr Sorgen um ihre Zukunft und vor allem um ihre Arbeitsplätze. Zudem war es schwierig, einen Kandidaten, der innerhalb der Partei umstritten war und über dessen Nachfolge intensiv diskutiert wurde, als sichere Bastion zu präsentieren.
Die Union versuchte, das Bild von Stabilität und Sicherheit auch durch einen offensiv geführten Negativwahlkampf gegen eine mögliche rot-grüne Regierung zu beschwören. Die Union versuchte den Eindruck zu erwecken, Rot-Grün wolle unter dem Deckmantel eines bürgerlichen Wahlkampfs einen politischen Linksruck in der Gesellschaft bewirken. Die Wahlkampfbotschaft der Partei versuchte den Eindruck zu vermitteln, es ginge darum, ob Deutschland von einer Koalition der Mitte aus Union und FDP oder einem Linksbündnis aus SPD, Grünen und PDS ins nächste Jahrtausend geführt wird. Peter Hintze spitzte dieses auf dem Bremer Bundesparteitag der CDU zu Unser Motto lautet: Schwarz-Rot-Gold statt Rot-Grün-Dunkelrot. Teil der Kampagne war die Aktion Lass Dich nicht anzapfen in der die Union von den Ökosteuer-Plänen, insbesondere der Grünen, profitieren wollte. Hintze begründete sie so: „Am Beispiel der Grünen-Forderung nach einem Benzinpreis von 5 Mark pro Liter soll den Bürgern bundesweit vor Augen geführt werden, mit welchen gegen die Menschen gerichteten Projekten in Deutschland gerechnet werden müsste, sollte Rot-Grün an die Macht kommen.“
Wie sich am Wahlabend zeigen sollte, waren das Botschaften, die nur den Stammwählern der Partei zu vermitteln waren. Während die FDP in ihrer Programmatik durchaus ein breiteres und weiteres Bild des Liberalismus zeichnete, beschränkte sich ihre Wahlkampfkommunikation weitgehend auf den als neoliberal begriffenen Punkt 'Steuersenkungen'.
Die SPD versuchte, sich mittels verschiedener Themenfelder ein Image zu geben, das sowohl auf Wahrung des Erreichten aufbaute als auch die Partei als kompetenten Veränderer darstellte. Ihre Kampagne kreiste um die Themenfelder Wirtschaftspolitik, in der die SPD laut eigener Aussage für Innovation und Ordnung stand, sowie Sozialpolitik, in der sie mit sozialer Gerechtigkeit punkten wollte; sie wollte ein Anwalt der Familien sein und betonte stark die Bedeutung der Jugend und der Zukunft. Die SPD versuchte, damit ein möglichst breites politisches Spektrum anzusprechen, in dem sich jeder wiederfinden können sollte.

### Wahlkampf
Die CDU gab für den Bundestagswahlkampf etwa 50 Millionen DM aus. Gegenüber vorherigen Wahlkämpfen ließen sich drei Schwerpunkte festmachen: Die CDU setzte besonders stark auf das Medium Fernsehen. Gegenüber dem Bundestagswahlkampf 1994 schaltete sie mehr als doppelt so viele Spots (559 gegenüber 254), im Vergleich mit der SPD (88 Wahlwerbespots) waren es sogar sechsmal so viele, was bemerkenswert ist, da die SPD insgesamt einen deutlich höheren Wahlkampfetat hatte. Vom 15. Juni bis 10. Juli schaltete die CDU außerdem jeweils montags, mittwochs und freitags großformatige Anzeigen, die kurze Slogans enthielten, die sich im Stil stark an den üblichen Schlagzeilenstil der Bild-Zeitung anlehnten. Schließlich produzierte die Partei extra für die Wahl die Neue Bundesländer Illustrierte (NBI), die sich im Namen und Layout stark an die in der DDR populäre Neue Berliner Illustrierte anlehnte, in einer Auflage von 6,5 Millionen Stück gedruckt und an alle Haushalte in Ostdeutschland verteilt wurde. Sie enthielt die aus der alten NBI schon bekannten Yellow-Press-Themen und Preisausschreiben und sollte zudem den Bürgern der ehemaligen DDR die Fortschritte nach acht Jahren Wiedervereinigung unter Helmut Kohl ins Gedächtnis rufen.
Die SPD beauftragte vor der Wahl die empirische Sozialforschungsstelle polis mit einer ausführlichen Panel-Untersuchung, die von Januar 1996 bis Ende 1997 lief. Aufgrund dieser Untersuchung und ihrer Analyse fokussierte die Partei ihren Wahlkampf auf vier bestimmte Personengruppen, die als besonders wichtig für die Wahl angesehen wurden:
- Männer ab 45 Jahre, oft Facharbeiter, eigentlich ein klassisches Stammwählerpotenzial der SPD, das sich in den Vorjahren von der Partei abgewandt und CDU gewählt hatte. Diese Wähler sollten insbesondere mit erfolgversprechenden Rezepten zur Bekämpfung der Arbeitslosigkeit zurückgewonnen werden.
- Jüngere Männer in beruflich guter Stellung. Sie sollten vor allem von den Grünen abgeworben werden, was die SPD dadurch zu erreichen versuchte, dass sie sich als kompetenten Akteur gegen Sozialabbau und die Ökonomisierung der Gesellschaft präsentierte.
- Jüngere Frauen in guten Angestellten- oder Beamtenpositionen. Diese standen für die politisch unentschlossenen Wechselwähler, die im Wahlkampf oft angesprochene Neue Mitte. Auch sie sollten dadurch gewonnen werden, dass die SPD sich als Partei gegen Sozialabbau und Ökonomisierung positionierte. Zudem versprachen die Sozialdemokraten ihnen eine „zeitgemäßere“ Familienpolitik, als dies mit den Unionsparteien möglich wäre.
- Die Unsicheren, die keiner Partei zuneigen. Sie machen etwa 10 % des Elektorats aus. Die SPD wollte sie erreichen, indem sie auf ihre konkreten Alltagssorgen einging und entideologisierte Politik zu betreiben versuchte.

Die SPD begann den Wahlkampf im Vergleich zum üblichen Prozedere vor einer Bundestagswahl sehr früh. Bereits 1997 wurden die ersten Plakatwände bestückt, im April 1997 begann die sogenannte Innovationskampagne, deren erstes Motiv die Anzeige war: Wir haben wieder starkes Wirtschaftswachstum. direkt gefolgt von So könnte Deutschland 2002 aussehen. Im Sommer 1997 begann die sogenannte Doppelkopfkampagne, in der die beiden Positionen Innovation und soziale Gerechtigkeit miteinander verbunden und den beiden Personen Gerhard Schröder und Oskar Lafontaine zugeordnet wurden. Im Sommer 1998 folgte schließlich die Themenkampagne, deren Ziel es war, zentrale Themen des Wahlkampfes mit Positivbotschaften und Hoffnung zu verbinden. Auf diese Weise konnten selbst hoch belastete, angstbesetzte Themen wie Arbeitslosigkeit glaubwürdig und in der Wirkung positiv (optimistisch) angesprochen werden. In den letzten vier Wochen schließlich kam es zur Kandidatenkampagne, in der vor allem der Popularitätsvorsprung Schröders vor Kohl ausgenutzt werden sollte.
Im medial geführten Wahlkampf kaufte die SPD weniger Zeit in den Massenmedien, sondern setzte darauf, ihre Wahlkampfbotschaften über die redaktionelle Berichterstattung der Medien zu verbreiten. Ziel war es, den Wahlkampf so professionell und interessant zu gestalten, dass die Medien darüber berichteten.
Zum einen dienten dazu mehrere Großplakatflächen, die direkt vor der SPD-Parteizentrale aufgestellt waren und bereits seit Frühjahr 1997 mit wechselnden Plakaten bestückt wurden. Zielvorgabe an die Werbeagentur war es, diese Plakate so abwechslungsreich zu gestalten, dass die Fernsehmedien darüber berichteten. Dies gelang in 80 % der Fälle und war damit ein außerordentlicher Erfolg. Botschaften auf den Plakaten bezogen sich oft auf die Person Helmut Kohls, die abgelöst werden müsse, zusammen mit dem zentralen SPD-Wahlkampfslogan Wir sind bereit. Beispiele waren ein Plakat zur Dortmunder Großveranstaltung in der zentralen Wahlkampfphase im August 1998 mit dem Motiv Helmut Kohl und der Beschriftung Einladung zur Abschiedstournee. Auftakt am 23. August in Dortmund oder schon zuvor, im Januar 1998, geklebte Plakate:
- Motiv 1: Ein Schneemann. Aufschrift: In ein paar Monaten ist er weg
- Motiv 2: Helmut Kohl. Aufschrift: Er auch
- Motiv 3: SPD-Logo. Aufschrift: Wir sind bereit

Das andere zentrale Werbemedium, das wiederum eine breite Berichterstattung in den Medien nach sich zog, war die sogenannte Garantiekarte Ende Juni 1998. Auf ihr wurden die zentralen Wahlkampfbotschaften der Partei verbreitet, sie sollte insbesondere dem Image entgegenwirken, eine zukünftige Regierung Schröder wäre beliebig und unverbindlich. Auf ihr wurden sowohl allgemeinpolitische Ansätze wie Mehr Arbeitsplätze – durch eine konzertierte Aktion für Arbeit, Innovation und Gerechtigkeit. Arbeitslosigkeit kann man bekämpfen dargestellt als auch relativ konkrete Maßnahmen wie Deutschland als Ideenfabrik – Verdoppelung der Investitionen in Bildung, Forschung und Wissenschaft in 5 Jahren.
Der Deutsche Gewerkschaftsbund warb mit einer acht Millionen Mark teuren Kampagne für einen „Politikwechsel“. Zwar wurde nicht explizit die SPD unterstützt, jedoch wurde die Kampagne der traditionell SPD-nahen Gewerkschaften als Unterstützung für jene betrachtet.

## Berichterstattung in den Medien
Das Ereignis zog selbst für eine Bundestagswahl eine außergewöhnlich intensive Berichterstattung in den Medien auf sich. Grund dafür war vor allem der unsichere Wahlausgang, oder, wie die Bild-Zeitung am 19. September titelte: Gaaaanz knapp. Am 26. September titelte Bild Jede Stimme zählt, heute eröffnete mit Wahlfieber: Wer hat morgen die Nase vorn und die RTL-News mit Kopf-an-Kopf-Rennen. Einzig die Lewinsky-Affäre konnte im Juli und August noch um die Schlagzeilen konkurrieren, während in den Wochen vor der Wahl ebendiese in mehr als 50 % aller Beiträge in den Hauptnachrichtensendungen vorkam. Rekordhalter war dabei RTL, bei dessen Nachrichtensendung sich über 70 % aller Beiträge, die im Übrigen wesentlich länger als andere politische Themen ausfielen, mit der Wahl beschäftigten.
Inhaltliche Fragen der Berichterstattung waren hierbei vor allem die Wirtschaftspolitik, insbesondere Maßnahmen gegen die hohe Arbeitslosigkeit, gefolgt von der Außenpolitik und der Berichterstattung über die Zukunft des Sozialstaats. Andere ehemals wichtige Themen wie Bildung, Innere Sicherheit, Umwelt oder Infrastruktur spielten demgegenüber kaum eine Rolle. Ebenfalls ließen sich signifikante Unterschiede zwischen den einzelnen Medien ausmachen: Während ARD und ZDF über 50 % der Beiträge zu inhaltlichen Themen brachten, nahmen diese bei RTL und Sat.1 nur 31 % beziehungsweise 38 % der Berichterstattung ein. Die Nachrichten zu Wahlkampfauftritten und Meinungsumfragen hatten demgegenüber einen wesentlich höheren Stellenwert bei den Privatsendern.
Während es Helmut Kohl gelang, wesentlich öfter in den Medien erwähnt zu werden (in 37 % aller politischen Berichte) als sein Herausforderer Gerhard Schröder (26 % aller Berichte), wurde letzterem wesentlich mehr Zeit pro Bericht eingeräumt (im Schnitt 30 Sekunden gegenüber 19 Sekunden für Helmut Kohl). Parteivertreter der CDU/CSU (89 %) und FDP (37 %) erschienen ebenfalls öfter in den Medien als solche von SPD (67 %) und Grünen (34 %). Beiträge über die PDS machten nur 14 % aus. Der signifikanteste Unterschied lag hier zwischen RTL und ARD: RTL konzentrierte sich am stärksten auf die großen Themen (Kanzlerkandidaten und große Parteien), während die ARD diesen im Verhältnis am wenigsten Raum einräumte.

## Umfragen vor der Wahl

Verlauf der Umfragen seit der Wahl 1994

Die Umfragen der Meinungsforschungsinstitute vor der Wahl gaben kein klares Bild über ein mögliches Ergebnis. Die SPD lag immer, wenn auch teilweise knapp, vor der Union, eine Rot-Grüne Mehrheit schien aber nicht erreicht. Ob die FDP und die PDS den Einzug in den Bundestag schaffen würden, war ungewiss.
| Institut                    | Datum      | SPD    | CDU/CSU | Grüne | FDP   | PDS   | Sonst. |
| --------------------------- | ---------- | ------ | ------- | ----- | ----- | ----- | ------ |
| Ergebnis der Bundestagswahl | 27.09.1998 | 40,9 % | 35,1 %  | 6,7 % | 6,2 % | 5,1 % | 6,0 %  |
| Infratest dimap             | 26.09.1998 | 40 %   | 38 %    | 7 %   | 6 %   | 5 %   | 5 %    |
| Emnid                       | 25.09.1998 | 40 %   | 39 %    | 7 %   | 5 %   | 4 %   | 5 %    |
| Forsa                       | 25.09.1998 | 42 %   | 38 %    | 6 %   | 5 %   | 4 %   | 5 %    |
| Allensbach                  | 23.09.1998 | 40,5 % | 36,0 %  | 6,0 % | 6,5 % | 5,0 % | 6,0 %  |
| Forschungsgruppe Wahlen     | 18.09.1998 | 39,5 % | 37,5 %  | 6,0 % | 5,5 % | 4,5 % | 7,0 %  |

## Ergebnis
Die Wahlbeteiligung betrug 82,2 %. Die SPD wurde zum ersten Mal seit 1972 stärkste Bundestagsfraktion und erzielte zum ersten Mal seit 1980 über 40 % der Zweitstimmen. Für die Fraktionsgemeinschaft CDU/CSU war es das schlechteste Ergebnis seit der ersten Bundestagswahl 1949. Die PDS erzielte erstmals bundesweit über fünf Prozent der Zweitstimmen und zog damit in Fraktionsstärke in den Bundestag ein.

### Gesamtergebnis
| Listen                                                                  | Listen              | Erststimmen | Erststimmen | Erststimmen | Erststimmen | Zweitstimmen | Zweitstimmen | Zweitstimmen | Zweitstimmen | Mandate | Mandate |
| Listen                                                                  | Listen              | Stimmen     | %           | +/-         | Mandate     | Stimmen      | %            | +/-          | Mandate      | Anzahl  | +/-     |
| ----------------------------------------------------------------------- | ------------------- | ----------- | ----------- | ----------- | ----------- | ------------ | ------------ | ------------ | ------------ | ------- | ------- |
|                                                                         | SPD                 | 21.535.893  | 43,8        | +5,5        | 212         | 20.181.269   | 40,9         | +4,5         | 86           | 298     | +46     |
|                                                                         | CDU                 | 15.854.215  | 32,2        | –5,0        | 74          | 14.004.908   | 28,4         | –5,8         | 124          | 198     | –46     |
|                                                                         | CSU                 | 3.602.472   | 7,3         | –0,5        | 38          | 3.324.480    | 6,7          | –0,5         | 9            | 47      | –3      |
|                                                                         | GRÜNE               | 2.448.162   | 5,0         | –1,5        | –           | 3.301.624    | 6,7          | –0,6         | 47           | 47      | –2      |
|                                                                         | FDP                 | 1.486.433   | 3,0         | –0,3        | –           | 3.080.955    | 6,2          | –0,7         | 43           | 43      | –4      |
|                                                                         | PDS                 | 2.416.781   | 4,9         | +0,8        | 4           | 2.515.454    | 5,1          | +0,7         | 32           | 36      | +6      |
|                                                                         | REP                 | 1.115.664   | 2,3         | +0,6        | –           | 906.383      | 1,8          | ±0,0         | –            | –       | –       |
|                                                                         | DVU                 | –           | –           | N/A         | –           | 601.192      | 1,2          | N/A          | –            | –       | –       |
|                                                                         | Pro DM              | –           | –           | N/A         | –           | 430.099      | 0,9          | N/A          | –            | –       | –       |
|                                                                         | GRAUE               | 141.763     | 0,3         | –0,1        | –           | 152.557      | 0,3          | –0,2         | –            | –       | –       |
|                                                                         | Tierschutzpartei    | 1.734       | 0,0         | N/A         | –           | 133.832      | 0,3          | +0,1         | –            | –       | –       |
|                                                                         | NPD                 | 45.043      | 0,1         | –0,3        | –           | 126.571      | 0,3          | –0,1         | –            | –       | –       |
|                                                                         | BFB – Die Offensive | 134.795     | 0,3         | N/A         | –           | 121.196      | 0,2          | N/A          | –            | –       | –       |
|                                                                         | ödp                 | 145.308     | 0,3         | –0,1        | –           | 98.257       | 0,2          | –0,2         | –            | –       | –       |
|                                                                         | PBC                 | 46.379      | 0,1         | ±0,0        | –           | 71.941       | 0,1          | ±0,0         | –            | –       | –       |
|                                                                         | APPD                | 1.676       | 0,0         | N/A         | –           | 35.242       | 0,1          | N/A          | –            | –       | –       |
|                                                                         | Naturgesetz Partei  | 35.132      | 0,1         | –0,1        | –           | 30.619       | 0,1          | –0,1         | –            | –       | –       |
|                                                                         | Die Frauen          | 3.966       | 0,0         | N/A         | –           | 30.094       | 0,1          | N/A          | –            | –       | –       |
|                                                                         | Chance 2000         | 3.206       | 0,0         | N/A         | –           | 28.566       | 0,1          | N/A          | –            | –       | –       |
|                                                                         | Bayernpartei        | 1.772       | 0,0         | ±0,0        | –           | 28.107       | 0,1          | ±0,0         | –            | –       | –       |
|                                                                         | Familie             | 8.134       | 0,0         | N/A         | –           | 24.825       | 0,1          | N/A          | –            | –       | –       |
|                                                                         | CM                  | 9.023       | 0,0         | ±0,0        | –           | 23.619       | 0,0          | ±0,0         | –            | –       | –       |
|                                                                         | BüSo                | 10.260      | 0,0         | ±0,0        | –           | 9.662        | 0,0          | ±0,0         | –            | –       | –       |
|                                                                         | Nichtwähler         | –           | –           | N/A         | –           | 6.827        | 0,0          | N/A          | –            | –       | –       |
|                                                                         | APD                 | 1.458       | 0,0         | ±0,0        | –           | 6.759        | 0,0          | ±0,0         | –            | –       | –       |
|                                                                         | PSG                 | –           | –           | N/A         | –           | 6.226        | 0,0          | ±0,0         | –            | –       | –       |
|                                                                         | Deutschland         | 1.946       | 0,0         | N/A         | –           | 6.196        | 0,0          | N/A          | –            | –       | –       |
|                                                                         | PASS                | 10.449      | 0,0         | ±0,0        | –           | 5.556        | 0,0          | ±0,0         | –            | –       | –       |
|                                                                         | MLPD                | 7.208       | 0,0         | ±0,0        | –           | 4.731        | 0,0          | ±0,0         | –            | –       | –       |
|                                                                         | FORUM               | 6.296       | 0,0         | N/A         | –           | 4.543        | 0,0          | N/A          | –            | –       | –       |
|                                                                         | AB 2000             | 4.097       | 0,0         | N/A         | –           | 3.355        | 0,0          | N/A          | –            | –       | –       |
|                                                                         | DPD                 | 1.172       | 0,0         | N/A         | –           | 2.432        | 0,0          | N/A          | –            | –       | –       |
|                                                                         | HP                  | 532         | 0,0         | N/A         | –           | 435          | 0,0          | N/A          | –            | –       | –       |
|                                                                         | DSU                 | 8.180       | 0,0         | ±0,0        | –           | –            | –            | N/A          | –            | –       | –       |
|                                                                         | Statt Partei        | 4.406       | 0,0         | ±0,0        | –           | –            | –            | –0,1         | –            | –       | –       |
|                                                                         | DKP                 | 2.105       | 0,0         | ±0,0        | –           | –            | –            | N/A          | –            | –       | –       |
|                                                                         | Zentrum             | 2.076       | 0,0         | N/A         | –           | –            | –            | N/A          | –            | –       | –       |
|                                                                         | DMP                 | 1.924       | 0,0         | N/A         | –           | –            | –            | N/A          | –            | –       | –       |
|                                                                         | FSU                 | 763         | 0,0         | ±0,0        | –           | –            | –            | N/A          | –            | –       | –       |
|                                                                         | FP Deutschlands     | 131         | 0,0         | N/A         | –           | –            | –            | N/A          | –            | –       | –       |
|                                                                         | Einzelbewerber      | 66.026      | 0,1         | +0,1        | –           | –            | –            | –            | –            | –       | –       |
| Gesamt                                                                  | Gesamt              | 49.166.580  | 100         |             | 328         | 49.308.512   | 100          |              | 341          | 669     | –3      |
|                                                                         |                     |             |             |             |             |              |              |              |              |         |         |
| Ungültige Stimmen                                                       | Ungültige Stimmen   | 780.507     | 1,6         | –0,1        |             | 638.575      | 1,3          | –0,1         |              |         |         |
| Wähler                                                                  | Wähler              | 49.947.087  | 82,2        | +3,2        |             | 49.947.087   | 82,2         | +3,2         |              |         |         |
| Wahlberechtigte                                                         | Wahlberechtigte     | 60.762.757  |             |             |             | 60.762.757   |              |              |              |         |         |
|                                                                         |                     |             |             |             |             |              |              |              |              |         |         |
| Quellen: Der Bundeswahlleiter: Bundesergebnis, Statistisches Heft (PDF) |                     |             |             |             |             |              |              |              |              |         |         |

- Überhangmandate: 13 SPD.

### Ergebnisse nach Bundesländern
Die SPD hatte ihre regionalen Hochburgen im Saarland – dies sicherlich auf die dort damals außergewöhnlich hohe Popularität Lafontaines zurückzuführen – und in Bremen, in beiden Ländern erreichte sie über 50 %. In Bayern erreichte sie trotz Zugewinnen nur 34,4 %, in Sachsen trotz Zugewinnen nicht einmal 30 %, wobei hier die CDU von 48,0 auf 32,7 % abstürzte. Die Grünen waren insbesondere in den Stadtstaaten Berlin und Bremen mit jeweils 11,3 % besonders erfolgreich, schwächste Länder waren bei ihnen Mecklenburg-Vorpommern und Sachsen-Anhalt.
Die Union wurde zwar in ihrer Hochburg Bayern eindeutig stärkste Kraft, blieb dort aber mit 47,7 % unter der erwarteten absoluten Mehrheit der abgegebenen Stimmen. Infolgedessen erklärte Theo Waigel, beim CSU-Parteitag am 16. Januar 1999 nicht wieder als CSU-Vorsitzender zu kandidieren. Bestes CDU-Land war mit 39,1 % das Heimatland Helmut Kohls, Rheinland-Pfalz. Besonders schlecht schnitt die CDU in Berlin (23,7 %) und Brandenburg (20,8 %) ab. Die FDP hatte in ihren Stammländern Baden-Württemberg und Hessen mit knapp 9 bzw. knapp 8 % der Stimmen die besten Ergebnisse; in Brandenburg (2,8 %) und Mecklenburg-Vorpommern (2,2 %) hatte sie die schlechtesten.
Bei der PDS zeigten sich große Unterschiede zwischen Ost- und Westdeutschland. Während sie im Osten Deutschlands überall 20 % oder mehr erreichte, kam sie in den westdeutschen Ländern nicht über 2,4 % (Bremen) hinaus, in den Flächenländern nicht einmal über 1,5 % (Schleswig-Holstein und Niedersachsen). In Berlin lag ihr Resultat von 13 % etwas über dem arithmetischen Mittel aus Ost- und Westländern.
Die rechten Parteien erzielten in Baden-Württemberg vergleichsweise die meisten Stimmen, was wohl der starken Stellung der Republikaner geschuldet war, die zu diesem Zeitpunkt im dortigen Landtag saßen, ebenso in Berlin, wo Republikaner und DVU fast gleichauf lagen. Ihr bestes Wahlergebnis erreichte die DVU in Sachsen-Anhalt. Wenig Wählerzuspruch fanden die beiden Parteien in Schleswig-Holstein und Niedersachsen.
| Bundesland / Region         | Wahl- berechtigte | Wähler     | Wahl- beteiligung | SPD  | SPD   | CDU/CSU | CDU/CSU | Grüne | Grüne | FDP  | FDP   | PDS  | PDS   | REP  | REP   | DVU 1 |
| Bundesland / Region         | Wahl- berechtigte | Wähler     | Wahl- beteiligung | Erst | Zweit | Erst    | Zweit   | Erst  | Zweit | Erst | Zweit | Erst | Zweit | Erst | Zweit | Zweit |
| --------------------------- | ----------------- | ---------- | ----------------- | ---- | ----- | ------- | ------- | ----- | ----- | ---- | ----- | ---- | ----- | ---- | ----- | ----- |
| Baden-Württemberg           | 07.256.933        | 06.032.612 | 83,1              | 38,7 | 35,6  | 43,1    | 37,8    | 7,2   | 09,2  | 4,4  | 8,8   | 00,6 | 01,0  | 4,1  | 4,0   | 0,6   |
| Bayern                      | 08.875.328        | 07.026.811 | 79,2              | 35,6 | 34,4  | 51,8    | 47,7    | 4,6   | 05,9  | 2,6  | 5,1   | 00,3 | 00,7  | 3,0  | 2,6   | 0,6   |
| Berlin                      | 02.442.929        | 01.980.517 | 81,1              | 40,6 | 37,8  | 25,8    | 23,7    | 7,9   | 11,3  | 2,5  | 4,9   | 16,7 | 13,4  | 3,6  | 2,4   | 2,1   |
| Brandenburg                 | 02.032.303        | 01.587.152 | 78,1              | 47,6 | 43,5  | 20,5    | 20,8    | 3,3   | 03,6  | 3,0  | 2,8   | 21,1 | 20,3  | 3,5  | 1,7   | 2,7   |
| Bremen                      | 00.494.809        | 00.406.054 | 82,1              | 55,3 | 50,2  | 28,7    | 25,4    | 8,7   | 11,3  | 2,9  | 5,9   | 02,1 | 02,4  | 0,9  | 0,7   | 1,7   |
| Hamburg                     | 01.213.821        | 00.984.644 | 81,1              | 50,6 | 45,7  | 34,9    | 30,0    | 7,8   | 10,8  | 2,6  | 6,5   | 00,7 | 02,3  | 1,6  | 0,6   | 2,1   |
| Hessen                      | 04.297.202        | 03.619.884 | 84,2              | 45,6 | 41,6  | 40,6    | 34,7    | 5,4   | 08,2  | 2,9  | 7,9   | 01,2 | 01,5  | 2,6  | 2,3   | 1,0   |
| Mecklenburg-Vorpommern      | 01.407.661        | 01.117.517 | 79,4              | 36,8 | 35,3  | 31,9    | 29,3    | 2,2   | 02,9  | 1,8  | 2,2   | 24,8 | 23,6  | 1,4  | 0,6   | 2,7   |
| Niedersachsen               | 05.954.567        | 04.996.360 | 83,9              | 51,0 | 49,4  | 39,1    | 34,1    | 4,5   | 05,9  | 2,7  | 6,4   | 01,0 | 01,0  | 1,2  | 0,9   | 0,6   |
| Nordrhein-Westfalen         | 13.086.397        | 10.984.476 | 83,9              | 50,2 | 46,9  | 38,8    | 33,8    | 5,0   | 06,9  | 2,9  | 7,3   | 00,7 | 01,2  | 1,5  | 1,0   | 0,9   |
| Rheinland-Pfalz             | 03.016.036        | 02.529.717 | 83,9              | 44,6 | 41,3  | 43,4    | 39,1    | 4,3   | 06,1  | 3,8  | 7,1   | 00,3 | 01,0  | 2,7  | 2,2   | 0,7   |
| Saarland                    | 00.828.507        | 00.702.986 | 84,8              | 55,4 | 52,4  | 35,3    | 31,8    | 3,4   | 05,5  | 2,0  | 4,7   | 00,5 | 01,0  | 1,2  | 1,2   | 0,9   |
| Sachsen                     | 03.602.458        | 02.941.359 | 81,6              | 31,9 | 29,1  | 36,9    | 32,7    | 3,8   | 04,4  | 3,1  | 3,6   | 19,7 | 20,0  | 2,3  | 1,9   | 2,6   |
| Sachsen-Anhalt              | 02.149.785        | 01.657.621 | 77,1              | 42,2 | 38,1  | 30,2    | 27,2    | 2,6   | 03,3  | 3,1  | 4,1   | 20,1 | 20,7  | 0,8  | 0,6   | 3,2   |
| Schleswig-Holstein          | 02.135.992        | 01.760.598 | 82,4              | 49,0 | 45,4  | 41,8    | 35,7    | 3,9   | 06,5  | 2,8  | 7,6   | 01,0 | 01,5  | 0,6  | 0,4   | 1,3   |
| Thüringen                   | 01.968.023        | 01.618.779 | 82,3              | 37,7 | 34,5  | 31,2    | 28,9    | 3,4   | 03,9  | 2,9  | 3,4   | 21,0 | 21,2  | 1,8  | 1,6   | 2,9   |
|                             |                   |            |                   |      |       |         |         |       |       |      |       |      |       |      |       |       |
| Alte Länder und West-Berlin | 48.631.596        | 40.246.888 | 82,8              | 45,2 | 42,3  | 41,9    | 37,0    | 5,4   | 07,3  | 3,1  | 7,0   | 00,7 | 01,2  | 2,3  | 1,9   | 0,8   |
| Neue Länder und Ost-Berlin  | 12.131.155        | 09.700.199 | 80,0              | 37,9 | 35,1  | 29,7    | 27,3    | 3,3   | 04,1  | 2,8  | 3,3   | 22,4 | 21,6  | 2,2  | 1,5   | 2,8   |

### Ergebnisse nach Wahlkreisen
- Erststimmenmehrheiten in den Wahlkreisen
  - SPD: 212
  - CDU: 74
  - CSU: 38
  - PDS: 4

Zweitstimmenmehrheiten in den Wahlkreisen - SPD: 227 - CDU: 63 - CSU: 38
Zweitstimmenmehrheiten in den Wahlkreisen SPD: 227 CDU: 63 CSU: 38
Wahlbeteiligung in den Wahlkreisen

### Zweitstimmenanteil der Parteien nach Wahlkreisen
Die folgenden Karten zeigen, mit welchem Zweitstimmenergebnis die gezeigten Parteien in den einzelnen Wahlkreisen abgeschnitten haben.

CDU/CSU
SPD
Grüne
PDS
FDP
Republikaner
DVU

### Ausschöpfungsquoten und Nichtwähleranteil
| Bundestagswahl 1998 mit NichtwähleranteilAusschöpfungsquoten der Parteien und Anteil der Nichtwähler %403020100 33,228,55,45,14,14,81,117,8 SPDUnionGrüneFDPPDSSonst.Ungült.Nichtw.Gewinne und Verlusteim Vergleich zu 1994 %p 6 4 2 0 −2 −4+4,8−3,8−0,3+0,7+2,0+0,1−3,2SPDUnionGrüneFDPPDSSonst.Ungült.Nichtw. |

### Sozialstrukturelle Unterschiede
Die grundlegenden gesellschaftlichen Konfliktlinien (Cleavages), die typisch für das deutsche Wahlverhalten sind, zeigten sich auch bei dieser Wahl. Die SPD erzielte ihre besten Ergebnisse bei gewerkschaftsgebundenen Arbeitern, die Union ihre bei regelmäßig zur Kirche gehenden Katholiken. In beiden Wählergruppen erreichte die jeweilige Partei etwa zwei Drittel der Stimmen. Auffällig im Vergleich zur Bundestagswahl 1994 war aber, dass die SPD in allen sozialen Gruppen Wähler hinzugewinnen konnte: besonders ausgeprägt war dies bei Angestellten und bei Selbständigen in Ostdeutschland, die beide primäre Ziele der Neuen Mitte-Wahlkampagne waren. Gemessen an der Beschäftigung hatte die Sozialdemokratie jedoch weiterhin ihre stärkste Unterstützung unter den Arbeitern. Einzig westdeutsche Landwirte und ostdeutsche Beamte blieben so unionstreu wie zuvor. Unter den westdeutschen Landwirten stieg der Anteil der Unionswähler gar um 10 Prozentpunkte auf insgesamt 75 %.
| Partei | Arbeiter | Arbeiter | Angestellte | Angestellte | Ltd. Ang. | Ltd. Ang. | Selbstst. | Selbstst. |
| Partei | West     | Ost      | West        | Ost         | West      | Ost       | West      | Ost       |
| ------ | -------- | -------- | ----------- | ----------- | --------- | --------- | --------- | --------- |
| SPD    | 61       | 47       | 57          | 46          | 42        | 27        | 21        | 23        |
| CDU    | 28       | 17       | 26          | 31          | 32        | 35        | 47        | 40        |
| PDS    | 01       | 22       | 02          | 18          | 03        | 24        | 02        | 15        |
| Andere | 10       | 15       | 15          | 06          | 23        | 13        | 29        | 23        |

Mit Ausnahme der Bündnisgrünen und der CDU in Ostdeutschland, die unter Erst- und Jungwählern im Vergleich massive Verluste erlitten, spielten sich die wahlentscheidenden Wählerwanderungen vor allem in der Altersgruppe ab 35 Jahren ab. Die SPD gewann hier überall erheblich, die PDS im Osten Deutschlands, die CDU verlor. In Ostdeutschland konnte die CDU nicht einmal ihre traditionelle stärkste Position bei den über 60-Jährigen halten, in Westdeutschland war dies die einzige Altersgruppe, bei der sie noch vorn lag. Auffällige Unterschiede in der geschlechtsspezifischen Verteilung der Wählerstimmen waren nicht festzustellen.

## Regierungsbildung
| Mögliche Koalitionen         | Sitze |
| ---------------------------- | ----- |
| Sitze gesamt                 | 669   |
| Zweidrittelmehrheit (ab 447) |       |
| SPD, CDU                     | 543   |
| Absolute Mehrheit (ab 335)   |       |
| SPD, Grüne                   | 345   |
| SPD, FDP                     | 341   |

Vor der Wahl gab es einen Lagerwahlkampf, nämlich Rot-Grün gegen Schwarz-Gelb. Da lange mit einem knappen Wahlausgang gerechnet wurde, bestand auch die Möglichkeit einer Großen Koalition, geführt von der SPD oder der Union. Nach dem recht eindeutigen Wahlergebnis fanden am 1. Oktober erste Sondierungsgespräche zwischen den Grünen und der SPD statt, am folgenden Tag begannen die rot-grünen Koalitionsgespräche. Der Koalitionsvertrag wurde am 20. Oktober in Bonn vorgestellt. Gerhard Schröder wurde als Nachfolger von Helmut Kohl am 27. Oktober zum Bundeskanzler gewählt.

## Folgen der Wahl
Das Ergebnis führte zur ersten rot-grünen Koalition auf Bundesebene, der Gerhard Schröder als Bundeskanzler und Joschka Fischer als Außenminister und Vizekanzler angehörten. Gerhard Schröder wurde vom Deutschen Bundestag am 27. Oktober 1998 mit 351 Stimmen zum Bundeskanzler gewählt, obwohl nur 344 Abgeordnete der Koalition anwesend waren.
Helmut Kohl erklärte noch in der Wahlnacht seinen Rücktritt vom CDU-Vorsitz, den er seit Juni 1973 innegehabt hatte. Sein Nachfolger wurde Wolfgang Schäuble; er war seit November 1991 Vorsitzender der CDU/CSU-Bundestagsfraktion gewesen.
Ebenfalls seinen Rücktritt erklärte der CSU-Vorsitzende Theo Waigel. Sein Nachfolger wurde der bayerische Ministerpräsident Edmund Stoiber.
Zum Nachfolger von Bundestagspräsidentin Rita Süssmuth wurde in der konstituierenden Sitzung des 14. Deutschen Bundestages am 26. Oktober 1998 mit Wolfgang Thierse (einer der stellvertretenden SPD-Parteivorsitzenden) erstmals ein Ostdeutscher in eines der hohen Staatsämter der Bundesrepublik gewählt.